# کلاه نمدی (فیلم)
کلاه نمدی فیلمی به کارگردانی منوچهر صادق پور و نویسندگی عباس کسایی محصول سال ۱۳۴۵ است.

## خلاصه داستان
حبیب، پسر ساربان، و بنفشه، دختر کدخدا، به یکدیگر علاقه دارند…

## بازیگران
- منوچهر صادق پور
- محسن مهدوی
- فریده نصیری
- اشرف کاشانی
- علی آزاد
- حسین محسنی
- محمدعلی بندانی
- اکبر جنتی شیرازی
- عباس منتجم شیرازی
- فیروز
- محمود
- حسن رضایی
- سوسن
- میترا
- رضا یاقوتی
- گیتی فروهر
- پریا